# Babajurti járás
A Babajurtii járás (oroszul: Бабаюртовский район) Oroszország egyik járása Dagesztánban. Székhelye Babajurt.

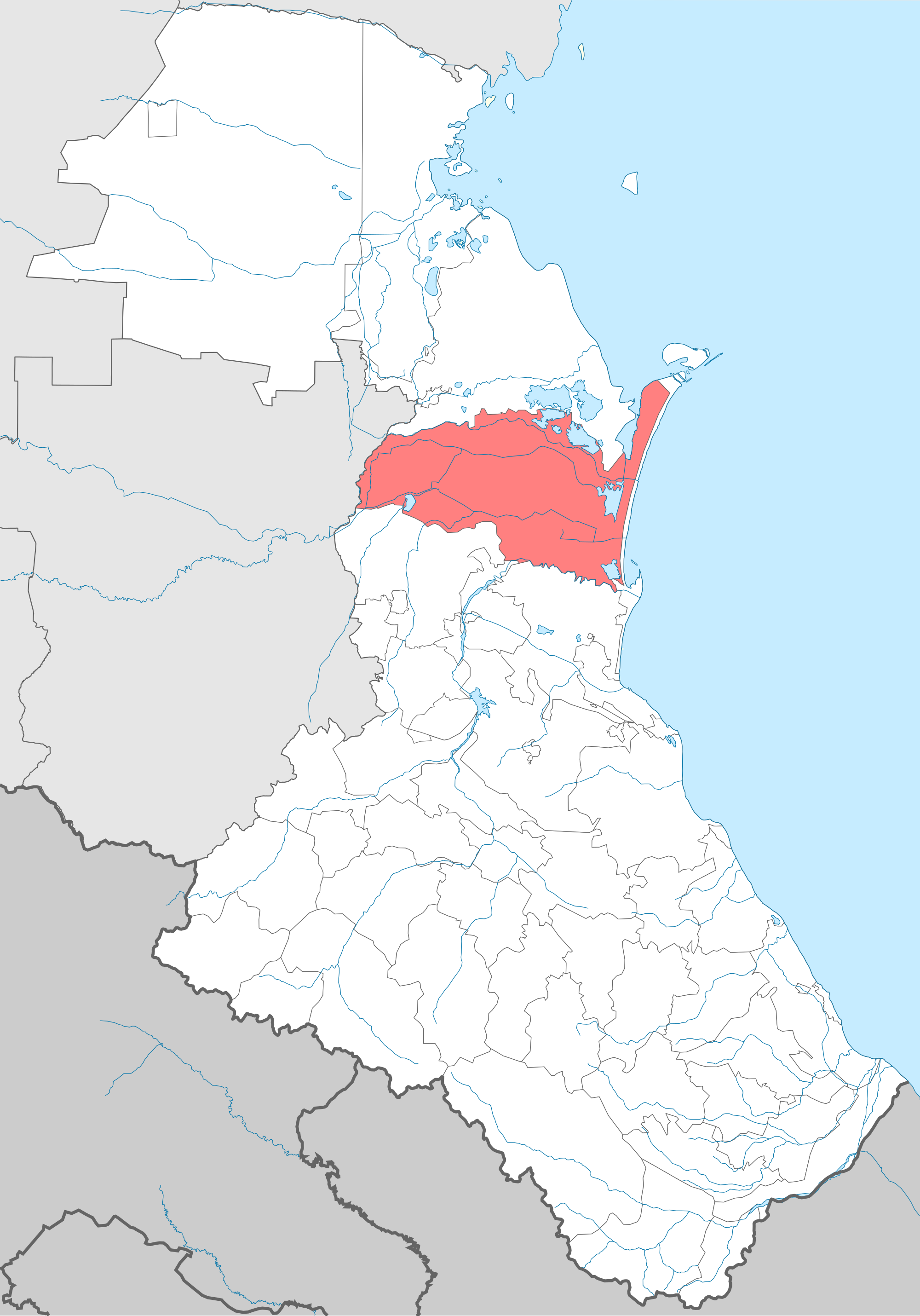
A Babajurti járás Dagesztánban

## Népesség
- 1989-ben 30 852 lakosa volt, melyből 13 621 kumük (44,1%), 6 771 avar (21,9%), 4 999 nogaj (16,2%), 2 115 csecsen (6,9%), 1 841 dargin (6%), 551 orosz, 333 lak, 116 lezg, 35 caur, 34 tabaszaran, 18 azeri, 12 agul, 3 rutul.
- 2002-ben 41 331 lakosa volt, melyből 19 753 kumük (47,8%), 7 979 avar (19,3%), 7 122 nogaj (17,2%), 2 755 csecsen (6,7%), 2 563 dargin (6,2%), 366 orosz, 352 lak, 68 lezg, 24 azeri, 21 caur, 16 rutul, 12 agul, 10 tabaszaran.
- 2010-ben 45 701 lakosa volt, melyből 22 067 kumik (48,3%), 9 253 avar (20,3%), 7 553 nogaj (16,5%), 2 767 dargin (6,1%), 2 764 csecsen (6,1%), 360 orosz, 351 lak, 85 lezg, 24 azeri, 16 tabaszaran, 12 cahur, 11 agul, 3 rutul.